# Näshulta församling
Näshulta församling är en församling i Rekarne kontrakt i Strängnäs stift. Församlingen ligger i Eskilstuna kommun i Södermanlands län. Församlingen ingår i Husby-Rekarne och Näshulta pastorat.

## Administrativ historik
Församlingen har medeltida ursprung och utgjorde till 1962 ett eget pastorat. Från 1962 annexförsamling i pastoratet Husby-Rekarne och Näshulta.

## Kyrkor
- Näshulta kyrka